# Lawitz
Lawitz, lågsorbiska: Ławojce, är en kommun och ort i östra Tyskland, belägen i Landkreis Oder-Spree i förbundslandet Brandenburg, söder om Eisenhüttenstadt. Kommunen administreras som del av kommunalförbundet Amt Neuzelle, vars säte ligger i Neuzelle.
Genom orten passerar förbundsvägen Bundesstrasse 112 mellan Eisenhüttenstadt och Guben.